# أنبوب ماء

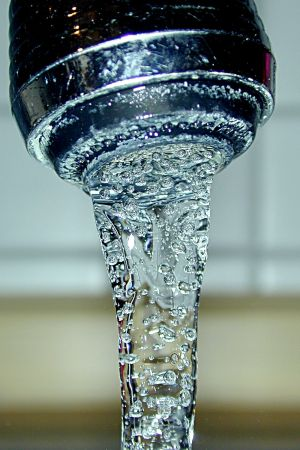
ينقل الماء عبر الأنابيب ضمن شبكة المياه في المدن.

إنبوب الماء وهو إنبوب يُصنع من مادة متعدد كلوريد الفينيل أو حديد زهر مرن أو صلب، أو حديد زهر أو بولي بروبيلين أو متعدد الإيثيلين أو النُحاس أو الرصاص (سابقاً) ويقوم هذا الإنبوب باختراق البيوت أو المزارع لِكي ينشر الماء في أكثر عدد من الأمكنة تحت ضغط يسمح لهُ بذلك وعادةً ما تكونُ هذهِ تحت الأرض وداخل الجدران.